# Friemar
Friemar est une commune allemande de l'arrondissement de Gotha en Thuringe, siège de la communauté d'administration Nesseaue.

## Géographie

Situation de la commune (en rouge) dans l'arrondissement de Gotha

Friemar est située au nord-est de l'arrondissement, dans une légère dépression du bassin de Thuringe, à la source de la Nesse à 9 km au nord-est de Gotha, le chef-lieu de l'arrondissement.
Goldbach est le siège de la communauté d'administration Nesseaue (Verwaltungsgemeinschaft Nesseaue).
Communes limitrophes (en commençant par le nord et dans le sens des aiguilles d'une montre) : Molschleben, Tröchtelborn, Pferdingsleben, Tüttleben, Gotha et Bufleben.

## Histoire
La première mention du village de Friemar date de 874 dans un document faisant état de la dispute entre l'abbé de Fulda et l'archevêque de Mayence au sujet de la perception de la dîme dans un grand nombre de villages thuringeois, querelle qui fut tranchée en faveur de l'abbaye de Fulda par le roi Louis II de Germanie. Le village est mentionné en propre en 1125.
Friemar a fait partie du duché de Saxe-Cobourg-Gotha (cercle de Gotha).
En 1922, après la création du land de Thuringe, Friemar est intégrée au nouvel arrondissement de Gotha avant de rejoindre le district d'Erfurt en 1949 pendant la période de la République démocratique allemande jusqu'en 1990.

## Démographie
Commune de Friemar :
| 1910  | 1925  | 1933  | 1939  | 1995  | 2000  | 2005  | 2010  |
| ----- | ----- | ----- | ----- | ----- | ----- | ----- | ----- |
| 1 110 | 1 205 | 1 262 | 1 325 | 1 206 | 1 224 | 1 181 | 1 096 |

## Politique
À l'issue des élections municipales du 7 juin 2009, le Conseil municipal, composé de 12 sièges, est composé comme suit :
| Parti                | Nombre de conseillers | Pourcentage de voix |
| -------------------- | --------------------- | ------------------- |
| CDU                  | 7                     | 50,2 %              |
| BI Burger Initiative | 5                     | 49,8 %              |

## Communications
La commune est traversée par la route K4 Gotha-Pferdingsleben. La L2145 se dirige au nord vers Molschleben et la L1043 au nord-est vers Tröchtelborn.